# الديمقراطيون الأستراليون
الديمقراطيون الأستراليون هو حزب سياسي وسطي في أستراليا. تأسس في عام 1977 من اندماج حزب أستراليا والحركة الليبرالية الجديدة، اللذان ينحدران من مجموعات منشقة عن الحزب الليبرالي. كان هذا الحزب أكبر حزب ثانوي في أستراليا منذ تشكيله في عام 1977 حتى عام 2004 وكثيرًا ما حافظ على توازن القوى في مجلس الشيوخ خلال تلك الفترة.
كان زعيم الديمقراطيين الافتتاحي هو دون تشيب، وزير سابق في الحكومة الليبرالية، والذي اشتهر بوعده بـ «الحفاظ على الأوغاد صادقين». في الانتخابات الفيدرالية عام 1977، حصل الديمقراطيون على 11.1% من أصوات مجلس الشيوخ وحصلوا على مقعدين. احتفظ الحزب بوجوده في مجلس الشيوخ لمدة 30 عامًا، في ذروته (بين 1999 و2002) احتفظ بتسعة مقاعد من أصل 76، على الرغم من عدم تأمين مقعد في مجلس النواب. نظرًا لأعداد الحزب في مجلس الشيوخ، طلبت كل من الحكومتين الليبرالية والعمالية مساعدة الديمقراطيين لتمرير تشريعات مثيرة للجدل. من الناحية الأيديولوجية، كان يُنظر إلى الديموقراطيين عادة على أنهم وسطيون، يشغلون الوسط السياسي بين الحزب الليبرالي وحزب العمل.
على مدى ثلاثة عقود، حقق الديمقراطيون الأستراليون التمثيل في الهيئات التشريعية في إقليم العاصمة الأسترالية، وجنوب أستراليا، ونيو ساوث ويلز، وغرب أستراليا وتسمانيا، وكذلك مقاعد مجلس الشيوخ في جميع الولايات الست. ومع ذلك، في الانتخابات الفيدرالية لعامي 2004 و2007، فقدوا جميع مقاعد مجلس الشيوخ السبعة. انهارت حصة الحزب في التصويت في هذه الانتخابات، والتي تُعزى إلى حد كبير إلى قرار زعيم الحزب ميج ليس تمرير ضريبة السلع والخدمات لحكومة هوارد، مما أدى إلى عدة سنوات من الاتهامات الشعبية والصراعات الحزبية التي دمرت سمعة الديمقراطيين بأنهم المشرفين الأكثر كفاءة في مجال التشريع. وترك آخر برلماني متبقٍ في الولاية، ديفيد ويندرليش، الحزب وهُزم كمستقل في عام 2010.
أُلغي تسجيل الحزب رسميًا في عام 2016 لعدم وجود الأعضاء المطلوبين البالغ عددهم 500. في عام 2018 اندمج الديمقراطيون مع كونتري مايند، وهو حزب سياسي زراعي صغير غير مسجل أيضًا، وفي وقت لاحق من ذلك العام أُعيد صياغة دستور الحزب بشكل جذري لتأسيس حكم «من أعلى إلى أسفل» وإلغاء التأكيد على مبدأ الديمقراطية التشاركية. في 7 أبريل 2019، استعاد الحزب تسجيله لدى مفوضية الانتخابات الأسترالية.
اعتبارًا من عام 2022، أصبح الرئيس الوطني للحزب هو السناتور السابق والزعيم البرلماني لين أليسون.

## تاريخيًا

### 1977-1986: التأسيس وقيادة دون شيب
تشكل حزب الديمقراطيين الأستراليين في مايو 1977 من اندماج حزب أستراليا والحركة الليبرالية الجديدة. وجدت المجموعتان أساسًا مشتركًا لحركة سياسية جديدة في ظل السخط واسع النطاق من الحزبين الرئيسيين. وافق الوزير الليبرالي السابق دون شيب على قيادة الحزب الجديد.
كان الهدف العام للحزب هو تحقيق توازن القوى في واحد أو أكثر من البرلمانات وممارسته بمسؤولية بما يتماشى مع السياسات التي تحددها العضوية.
كان أول برلماني ديمقراطي أسترالي هو روبن ميلهاوس، العضو الجديد الوحيد من الحزب الليبرالي في مجلس النواب بجنوب أستراليا، الذي انضم إلى الديمقراطيين في عام 1977. شغل ميلهاوس مقعده (ميتشام) في انتخابات الولاية في 1977 و1979. في عام 1982، استقال ميلهاوس لتولي منصب قضائي كبير، وفازت هيذر ساوثكوت بالانتخابات الفرعية للديمقراطيين، لكنها خسرت المقعد أمام الليبراليين في وقت لاحق من ذلك العام في انتخابات الولاية عام 1982. كان ميتشام هو المقعد الوحيد في مجلس النواب في أي مكان في أستراليا الذي فاز به الديمقراطيون.
كان أول برلماني ديمقراطي فيدرالي هي السناتور جانين هينز، التي رشحها برلمان جنوب أستراليا عام 1977 لملء المنصب الشاغر الناجم عن استقالة السناتور الليبرالي ستيل هول. انتُخب هول عضوًا في مجلس الشيوخ عن الحركة الليبرالية، قبل أن ينضم مجددًا إلى الحزب الليبرالي في عام 1976، ورشح رئيس وزراء جنوب أستراليا دون دونستان هينز على أساس أن الديمقراطيين كانوا الحزب الخلف للحركة الليبرالية.
في انتخابات عام 1977، حصل الديمقراطيون الأستراليون على مقعدين في مجلس الشيوخ بانتخاب كولين ماسون (نيو ساوث ويلز) ودون شيب (في آي سي)، على الرغم من خسارة هينز مقعدها في جنوب أستراليا. في انتخابات 1980، ارتفع هذا العدد إلى خمسة مقاعد بانتخاب مايكل ماكلين (كوينزلاند) وجون سيدونز (في آي سي) وعودة جانين هينز. بعد ذلك، شغلوا عددًا كافيًا من المقاعد بهدف تحقيق توازن في القوى.
في مؤتمر إعلامي في ملبورن في 19 سبتمبر 1980، في خضم الحملة الانتخابية لعام 1980، وصف شيب هدف حزبه «بالحفاظ على الأوغاد صادقين». كان يُقصد بـ «الأوغاد» الأحزاب الرئيسية و / أو السياسيين بشكل عام.

### 1986-1990: قيادة جانين هينز
استقال دون شيب من مجلس الشيوخ في 18 أغسطس 1986، وخلفته جانين هينز كزعيم للحزب واستبدلته جانيت باول كعضو في مجلس الشيوخ عن فيكتوريا.
في انتخابات عام 1987 بعد حل مزدوج، ساعدت الحصة المخفضة البالغة 7.7% والضرورية للفوز بمقعد في انتخاب ثلاثة أعضاء جدد في مجلس الشيوخ. وفاز بول ماكلين (نيو ساوث ويلز) بشروط مدتها 6 سنوات وجانين هينز (جنوب أستراليا) وجانيت باول (فيكتوريا). في جنوب أستراليا، انتُخب عضو مجلس الشيوخ الثاني، جون كولتر، لمدة 3 سنوات، وكذلك مايكل ماكلين (كوينزلاند) وجان جينكينز (أستراليا الغربية). شهد عام 1990 خروج جانين هينز الطوعي من مجلس الشيوخ (وهي خطوة لم يوافق عليها جميع الديمقراطيين) وفشل هدفها الاستراتيجي المتمثل في الفوز بمقعد كينغستون في مجلس النواب.
شغل ميج ليس المنصب قبل عدة أشهر من انتخاب شيريل كيرنوت بدلًا من نائب الزعيم المتقاعد مايكل ماكلين. تنافست كيرنوت على الفور على منصب نائب قيادة الحزب البرلماني الوطني. لكونها عاطلة عن العمل في ذلك الوقت، طلبت وحصلت على أموال من الحزب لدفع تكاليف سفرها لمخاطبة الأعضاء في جميع الأقسام السبعة. في هذا الحدث، انتُخبت الفيكتورية جانيت باول زعيمة للحزب وجون كولتر نائبًا لها.